# Hilfe zum Lebensunterhalt
Die Hilfe zum Lebensunterhalt (HLU, teilweise auch: HzLu, HzL) ist eine in Deutschland bestehende bedarfsorientierte soziale Leistung zur Sicherstellung des soziokulturellen Existenzminimums, gesetzlich geregelt im gleichnamigen dritten Kapitel des SGB XII – Sozialhilfe. Sie bildet neben dem Bürgergeld (SGB II) und der Grundsicherung im Alter und bei Erwerbsminderung die unterste Ebene im Netz der sozialen Sicherung.

## Personenkreis
Mit der Einführung des damaligen Arbeitslosengeldes II (seit 2023 Bürgergeld), wurde mit § 21 SGB XII eine Abgrenzung zwischen dieser und den Leistungen der Sozialhilfen vorgenommen. Anspruch auf Hilfe zum Lebensunterhalt hat demnach nicht, wer als erwerbsfähiger Mensch oder als Angehöriger eines solchen (mit Anspruch auf Bürgergeld) dem Grunde nach leistungsberechtigt ist. Dadurch bleiben als potentiell Anspruchsberechtigte einerseits Personen, die voll erwerbsgemindert sind und auch nicht als Angehörige Leistungen nach dem SGB II empfangen können, andererseits Personen, auf die ein Ausschlussgrund nach § 7 SGB II zutrifft und die demnach keinen Anspruch auf Bürgergeld dem Grunde nach haben. Da aufgrund des Nachrangs der Sozialhilfe die Hilfe zum Lebensunterhalt nachrangig gegenüber anderen Leistungen der Sozialhilfe ist, setzt ein Anspruch außerdem voraus, dass kein Anspruch auf Grundsicherung im Alter und bei Erwerbsminderung besteht.
Während im Jahr 2004, also vor dem Inkrafttreten des SGB II, noch 9,981 Mrd. Euro für die Hilfe zum Lebensunterhalt ausgegeben wurde, reduzierten sich die Ausgaben danach deutlich. 2006 waren es noch 1,065 Mrd. Euro. Dies entspricht einem Rückgang des Anteils an allen Sozialhilfeausgaben von knapp 38 % auf 5,2 %.
Als potentiell Anspruchsberechtigte verbleiben demnach folgende Personengruppen:

### Befristet voll erwerbsgeminderte Personen
Hierzu zählen Personen, bei denen entweder die Deutsche Rentenversicherung bei ihrer Begutachtung lediglich eine befristete volle Erwerbsminderung (meist über drei Jahre) festgestellt hat, unabhängig davon ob tatsächlich eine Rente bezogen wird oder nicht, oder Personen, bei denen von vornherein keine Begutachtung durchgeführt wurde, weil das zuständige Sozialamt dem Gutachten des vorrangig zuständigen Leistungsträgers (meist das Jobcenter) nicht widersprochen hat.
Da für den Bezug von Grundsicherung im Alter und bei Erwerbsminderung (nach § 41 SGB XII) eine dauerhafte volle Erwerbsminderung notwendig ist, können befristet voll erwerbsgeminderte Personen diese Art der Grundsicherung nicht beziehen; gleichzeitig sind sie aber als voll erwerbsgeminderte Personen auch vom Bürgergeld ausgeschlossen. Daher können sie Hilfe zum Lebensunterhalt erhalten.

### Aufenthalt in einer stationären Einrichtung oder einer besonderen Wohnform
Wer sich in einer stationären Einrichtung aufhält, ist vom Bürgergeld ausgeschlossen und erhält stattdessen bei Bedarf Hilfe zum Lebensunterhalt. Dies ist der Fall etwa bei Aufenthalt in einem Alten- oder Pflegeheim, oder auch bei Aufenthalt in einem Krankenhaus, wenn dieser Aufenthalt länger als sechs Monate andauert. Das Gleiche gilt für Bewohner von besonderen Wohnformen für Menschen mit einer Behinderung (Behindertenwohnheim). 

### Kinder unter 15 Jahren
Kinder unter 15 Jahren sind nicht erwerbsfähig. Sind sie nicht bei ihren Eltern als Angehörige zu berücksichtigen, können sie einen Anspruch auf Hilfe zum Lebensunterhalt haben. Diese Konstellation kann auftreten entweder wenn die Eltern selbst voll erwerbsgemindert sind, oder wenn das Kind nicht bei den Eltern lebt, sondern bei sonstigen Verwandten (z. B. bei den Großeltern).

### Voll erwerbsgeminderte Jugendliche
Voll erwerbsgeminderte Kinder zwischen 15 und 18 Jahren haben keinen Anspruch auf Grundsicherung, da diese nach § 41 Abs. 3 SGB XII ein Mindestalter von 18 Jahren voraussetzt; diese Kinder können demnach ebenfalls Hilfe zum Lebensunterhalt beanspruchen.

### Kein tatsächlicher Anspruch auf Grundsicherung
Besteht zwar dem Grunde nach ein Anspruch auf Grundsicherung, wird aber tatsächlich der Antrag abgelehnt, hat das Sozialamt stattdessen Hilfe zum Lebensunterhalt zu leisten. Dies kann in folgenden Fällen auftreten:
- Die Sozialhilfebedürftigkeit wurde nach § 41 Abs. 4 SGB XII in den letzten zehn Jahren vorsätzlich oder grob fahrlässig herbeigeführt. Hier kann das Sozialamt allerdings nach § 26 SGB XII die Leistung auf das „zum Lebensunterhalt Unerlässliche“ einschränken; in der Praxis wird eine Kürzung des Regelsatzes um 20 bis 30 Prozent vorgenommen.

### Bezug von Altersrente
Der Bezug von Altersrente schließt einen Anspruch auf Bürgergeld aus. Dies gilt auch, wenn die Person eine ausländische Rente bezieht, die mit der deutschen Altersrente vergleichbar ist. Ist die Regelaltersgrenze noch nicht erreicht, besteht kein Anspruch auf Grundsicherung, sodass bei Bedarf Hilfe zum Lebensunterhalt bezogen werden kann.
In der Praxis kam dieser Anspruchsgrundlage eine wachsende Bedeutung zu, da die Jobcenter Leistungsbezieher ab 63 Jahren zur vorzeitigen Rentenantragsstellung aufforderten („Zwangsverrentung“). Dies konnte durch die erheblichen Abschläge dazu führen, dass die Rente zum Lebensunterhalt nicht mehr ausreichte und durch Leistungen der Sozialhilfe aufgestockt werden musste. 
Um dem entgegenzuwirken, wurde § 6 der Unbilligkeitsverordnung eingeführt: Seit dem 1. Januar 2017 ist infolge des Flexirentengesetzes die Verpflichtung im SGB II zur Inanspruchnahme einer vorzeitigen Altersrente auch dann unbillig, wenn dadurch die zu erwartende Rente so niedrig wäre, dass noch ergänzende Leistungen der Sozialhilfe nach dem SGB XII bezogen werden müssten, um den Lebensunterhalt zu sichern.

### EU-Ausländer
Das Bundessozialgericht hat 2015 entschieden, dass der Ausschluss von Ausländern, die sich lediglich zum Zweck der Arbeitssuche in Deutschland aufhalten, vom Bürgergeld (damals Arbeitslosengeld II) rechtens ist. Gleichzeitig entschied das Gericht aber, dass zum Zweck der Sicherstellung des soziokulturellen Existenzminimums Hilfe zum Lebensunterhalt zu gewähren ist, wenn ein verfestigter Aufenthalt in Deutschland vorliegt, was frühestens nach sechs Monaten der Fall ist.
Das Landessozialgericht Rheinland-Pfalz folgte der Argumentation des Bundessozialgerichtes im August 2016 jedoch nicht.
Vergleiche allerdings: Europäisches Fürsorgeabkommen#Beschränkung von Sozialhilfe für EU-Bürger seit 2016

### Asylbewerber
Ausländer, die in den Anwendungsbereich des Asylbewerberleistungsgesetzes (AsylbLG) fallen, beziehen zunächst Grundleistungen nach § 3 AsylbLG, deren Höhe geringfügig unter den Leistungen des SGB XII liegt. Haben sie die Dauer ihres Aufenthalts im Inland nicht rechtsmissbräuchlich selbst beeinflusst, so haben sie nach 18-monatigem Bezug von Grundleistungen einen Rechtsanspruch auf Leistungen in entsprechender Anwendung der Regeln des 3. Kapitels SGB XII sowie Leistungen (teils als Pflicht-, teils als Ermessensleistungen, vgl. § 23 Abs. 1 SGB XII) entsprechend dem 5. bis 9. Kapitel des SGB XII. Das ergibt sich aus § 2 Abs. 1 AsylbLG, der eine analoge Anwendung des SGB XII anordnet. Dabei handelt es sich nach überwiegender Auffassung nicht um eine Rechtsgrund-, sondern um eine Rechtsfolgenverweisung. Das hat in rechtsmethodischer Hinsicht zur Folge, dass für Leistungsberechtigte nach dem AsylbLG weiter die Vorschriften des AsylbLG zum Verwaltungsverfahren maßgeblich sind und sie nicht zu Leistungsberechtigten nach dem SGB XII werden. Form, Höhe und Umfang der Leistungen richten sich aber nach dem Recht der Sozialhilfe.

## Anspruchsvoraussetzungen
Nach § 27 SGB XII erhält Hilfe zum Lebensunterhalt, wer seinen Lebensunterhalt nicht selbst bestreiten kann. Hierbei sind Einkommen und Vermögen des Antragstellers sowie der Personen in der Einsatzgemeinschaft zu berücksichtigen, dies sind der nicht dauernd getrennt lebende Ehegatte des Antragstellers und, falls der Antragsteller minderjährig und unverheiratet ist, dessen Eltern. Besteht die Hilfebedürftigkeit voraussichtlich nur für kurze Zeit, können Leistungen nach § 38 SGB XII auch als Darlehen erbracht werden, das nach Ende der Hilfebedürftigkeit zurückzuzahlen ist.
Lebt der Antragsteller zusammen mit anderen Personen in einer Wohnung bzw. Unterkunft, wird nach § 39 SGB XII vermutet, dass er mit diesen Personen eine Bedarfsgemeinschaft bildet und von diesen Personen finanziell unterstützt wird. Im Gegensatz zum SGB II gilt diese Vermutung nicht nur gegenüber Verwandten oder Verschwägerten, sondern auch gegenüber wildfremden Personen. Die Vermutung kann vom Antragsteller allerdings widerlegt werden. Die Vermutung einer Bedarfsgemeinschaft ergibt sich zum Beispiel, wenn die andere Person mit dem Antragsteller gemeinsam ein leibliches Kind betreut.
§ 27 Abs. 3 SGB XII regelt die sogenannte kleine Haushaltshilfe. Sind Personen nicht hilfebedürftig, haben aber Bedarf in der hauswirtschaftlichen Versorgung (wegen Krankheit usw.), kann hierfür Hilfe zum Lebensunterhalt gewährt werden.

## Leistungen

### Regelbedarf
Der Regelbedarf für Bezieher von Hilfe zum Lebensunterhalt ist in § 27a SGB XII geregelt und ergibt sich konkret aus den im Regelbedarfs-Ermittlungsgesetz festgelegten Regelbedarfsstufen.  Allerdings ermöglicht Absatz 4 auch eine abweichende Festsetzung des Regelbedarfs nach oben, wenn im konkreten Fall ein Sonderbedarf besteht, sowie nach unten, wenn einzelne Bedarfe bereits durch andere Leistungen der Sozialhilfe gedeckt sind, etwa beim kostenlosen Mittagessen einer Werkstatt für behinderte Menschen.
Nach § 29 SGB XII dürfen die Länder die Regelbedarfsstufen im Rechtskreis SGB XII pauschal abweichend festsetzen. Hiervon hat derzeit nur der Freistaat Bayern Gebrauch gemacht, der die Zuständigkeit an die Kommunen weitergegeben hat; infolgedessen erhalten Leistungsbezieher im Ballungsraum München (Stadt München, Landkreis München, Landkreis Fürstenfeldbruck) einen höheren Regelbedarf als im Rest der Bundesrepublik.
Ist der Leistungsbezieher in einer stationären Einrichtung (wie in einem Alten- oder Pflegeheim) untergebracht, richtet sich die Berechnung des Regelbedarfs abweichend nach § 27b SGB XII. Da hier der Bedarf größtenteils bereits durch die Einrichtung gedeckt ist, erhalten Leistungsbezieher lediglich eine Kleiderbeihilfe als Sachleistung sowie einen persönlichen Barbedarf zur freien Verfügung. Dieser beträgt bei Erwachsenen 27 Prozent des Regelbedarfs (ab 2021: 120,42 Euro), bei Kindern regeln die einzelnen Bundesländer die Höhe des Barbedarfs. Ein persönlicher Barbedarf ist jedoch bei blinden Menschen ausgeschlossen. (§ 72 Abs. 4 SGB XII)
Von diesem persönlichen Barbedarf muss seit 2004 auch die Zuzahlung zur gesetzlichen Krankenversicherung bezahlt werden. Da dies aber finanziell kaum zu bewerkstelligen ist, gewährt der Sozialhilfeträger hierfür ein Darlehen nach § 37 Abs. 2 SGB XII, das gleichmäßig über das Jahr verteilt zurückzuzahlen ist.

### Mehrbedarf
Bestimmte Mehrbedarfe sind nach § 30 SGB XII von vornherein berücksichtigt und erhöhen insofern den Bedarf. Sie sind weitestgehend wie im SGB II geregelt. Hierbei handelt es sich um den Mehrbedarf bei Schwangerschaft, den Mehrbedarf für Alleinerziehende, den Mehrbedarf für behinderte Menschen, den Mehrbedarf bei notwendiger Krankenkost sowie den Mehrbedarf für dezentrale Warmwasserversorgung.
Ein Mehrbedarf, der nur in der Sozialhilfe existiert, ist der Mehrbedarf bei Gehbehinderung. Diesen Mehrbedarf in Höhe von 17 Prozent des maßgeblichen Regelbedarfs erhalten Personen, die einen Schwerbehindertenausweis mit dem Merkzeichen G besitzen. Erwerbsfähige Personen erhalten diesen Mehrbedarf nicht; diese Diskriminierung wurde vom Bundessozialgericht gebilligt.

### Kosten der Unterkunft
Die Berücksichtigung der Kosten der Unterkunft und Heizung richtet sich nach § 35 SGB XII und entspricht den diesbezüglichen Regelungen im SGB II. Abweichend vom SGB II kann der Sozialhilfeträger jedoch auch die Kosten der Unterkunft pauschalisieren, hiervon wird jedoch in der Praxis kein Gebrauch gemacht.

### Leistungen für Bildung und Teilhabe
Die Leistungen für Bildung und Teilhabe nach § 34 SGB XII werden weitestgehend analog den Regelungen im SGB II erbracht.

### Einmalige Bedarfe
Einmalige Bedarfe nach § 31 SGB XII werden ebenfalls analog den Regelungen im SGB II gewährt. Dies sind konkret die Erstausstattung einer Wohnung mit Haushaltsgegenständen, die Erstausstattung für Bekleidung, bei Schwangerschaft und Geburt, und zuletzt die Erstausstattung von orthopädischen Schuhen.
Eine Ersatzbeschaffung zählt nicht hierzu. Kann ein an und für sich im Regelbedarf vorgesehener Bedarf nicht gedeckt werden, soll der Sozialhilfeträger nach § 37 Abs. 1 SGB XII ein Darlehen erbringen, das mit höchstens 5 Prozent des Regelbedarfs aufgerechnet werden darf.

### Beiträge zur Kranken- und Pflegeversicherung
Bezieher von Hilfe zum Lebensunterhalt sind nicht in der gesetzlichen Krankenversicherung versichert. Unter bestimmten Umständen können jedoch die Beiträge für die Kranken- und Pflegeversicherung nach § 32 SGB XII als Bedarf berücksichtigt werden.
Für Weiterversicherte im Sinne des § 9 Abs. 1 SGB V sind die Beiträge für eine freiwillige Krankenversicherung zu übernehmen. Ist eine Person von der Auffangversicherungspflicht betroffen und wird sie nur wegen der fälligen Beiträge hilfebedürftig, sind diese Beiträge ebenfalls zu übernehmen. Für alle anderen freiwillig krankenversicherten Leistungsbezieher können die Beiträge übernommen werden. Es ist in der Rechtsprechung umstritten, ob in Zeiten einer verpflichtenden Krankenversicherung für alle Bundesbürger das Ermessen in sämtlichen Fällen auf Null reduziert ist.
Ist der Leistungsbezieher privat krankenversichert, werden die Versicherungsbeiträge übernommen, soweit sie angemessen sind, in der Regel also die Hälfte des Beitrags zum Basistarif. Eine Beschränkung auf die Kosten für einen Pflichtversicherten in der GKV ist allein vom Wortlaut her auf Leistungen der Sozialhilfe nicht anwendbar.
§ 32a SGB XII normiert, dass die Beiträge stets in dem Monat zu berücksichtigen sind, für den die Versicherung besteht. Diese 2016 neu eingeführte Regelung schließt eine Deckungslücke, die nach bisherigem Recht vorkommen konnte, wenn ein Leistungsbezieher vom SGB XII in das SGB II wechselte.

### Beiträge für die Vorsorge
§ 33 SGB XII ermöglicht die Anerkennung von Beiträgen zur Altersvorsorge sowie Beiträgen für eine private Sterbegeldversicherung als zusätzlicher Bedarf. Dies ist insbesondere in Fällen relevant, in denen der Leistungsbezieher die allgemeine Wartezeit für die Inanspruchnahme der Regelaltersrente noch nicht erfüllt hat und ohne die Berücksichtigung der Beiträge der Sozialhilfeträger im Alter den gesamten Lebensunterhalt abdecken müsste.

## Einkommens- und Vermögensanrechnung
Anspruch auf HzLu haben die berechtigten Personen nur, soweit der Lebensunterhalt nicht aus dem Einkommen und/oder dem Vermögen sichergestellt werden kann. Der Einkommenseinsatz richtet sich nach § 82 SGB XII und der dazu ergangenen Durchführungsverordnung. Demnach sind im Wesentlichen alle im Bedarfszeitraum monatlich zufließenden Einkünfte auf die HzLu anzurechnen. Vom Einkommen sind bestimmte Beträge abzusetzen, vor allem Steuern und Sozialversicherungsbeiträge und weitere mit der Erzielung des Einkommens verbundenen Ausgaben (sog. „bereinigtes“ Einkommen). Ferner ist ein Anteil von 30 Prozent des bereinigten Einkommens aus selbständiger und nichtselbständiger Tätigkeit abzusetzen. Der Absetzungsbetrag darf die Hälfte des jeweils geltenden Eckregelsatzes nicht übersteigen (Neuregelung ab dem 1. Januar 2007).
Für Beschäftigte einer Werkstatt für behinderte Menschen gilt eine Sonderregelung zur Berechnung des Absetzungsbetrags. Der Gesetzgeber beabsichtigte, mit der Absetzungsmöglichkeit einen Anreiz für Erwerbstätigkeit und Werkstattbeschäftigung zu schaffen.
Nicht auf die HzLu angerechnet werden unter anderem:
- alle Leistungen der Sozialhilfe nach dem SGB XII, z. B. Blindengeld,
- die Grundrente nach dem Bundesversorgungsgesetz,
- Renten oder Beihilfen nach dem Bundesentschädigungsgesetz,
- Einkünfte, die aufgrund ausdrücklicher Vorschriften in anderen Gesetzen nicht auf die HzLu angerechnet werden, z. B. Erziehungsgeld und vergleichbare Leistungen, Leistungen der Pflegeversicherung,
- öffentlich-rechtliche Leistungen, die zu einem ausdrücklich genannten Zweck erbracht werden, der nicht der Sicherung des Lebensunterhalts (§ 83 Abs. 1 SGB XII) dient,
- bürgerlich-rechtliches Schmerzensgeld (§ 253 BGB) und
- Zuwendungen der freien Wohlfahrtspflege.

Anders als Erziehungsgeld wird seit dem 1. Januar 2007 Elterngeld als Einkommen angerechnet, jedoch nur der Teil, der oberhalb von 300 Euro monatlich liegt.
Die Vermögensanrechnung der Hilfeempfänger richtet sich nach § 90 SGB XII und der dazu ergangenen Durchführungsverordnung. Im Grundsatz muss das gesamte verwertbare Vermögen eingesetzt werden, wobei zahlreiche Ausnahmen vom Gesetz definiert werden, die die Vermögensanrechnung in der Praxis sehr schwierig machen können. Kleinere Barbeträge oder sonstige Geldwerte werden bis zu einem Betrag von 1.600 € nicht angerechnet, bei Personen ab 60 Jahren sowie bei voll erwerbsgeminderten Personen 2.600 Euro, für den Ehe- oder Lebenspartner bleiben zusätzlich 614 € anrechnungsfrei.

## Verfahren und Rechtsmittel
Hilfe zum Lebensunterhalt setzt ein, sobald dem Träger der Sozialhilfe bekannt wird, dass die Voraussetzungen für die Leistung vorliegen (§ 18 Abs. 1 SGB XII). Dieses „Bekanntwerden“ kann z. B. durch einen Telefonanruf durch den Betroffenen oder durch dritte Personen, z. B. Nachbarn, beim Sozialamt geschehen. Diese Regelung ist eine Besonderheit der Sozialhilfe und ermöglicht den Bürgern einen niederschwelligen Zugang zu Sozialhilfeleistungen. Der Sozialhilfeträger hat nach dem Bekanntwerden gemäß § 20 SGB X von Amts wegen den Sachverhalt zu ermitteln (Amtsermittlungsgrundsatz), wenn Anhaltspunkte für einen Bedarf an Hilfe zum Lebensunterhalt vorliegen. Aus Beweisgründen empfiehlt es sich, einen förmlichen (schriftlichen) Antrag zu stellen.
Wer glaubt, in seinen Rechten verletzt worden zu sein, kann gegen die Entscheidungen der Behörde Widerspruch einlegen (§ 78 ff. Sozialgerichtsgesetz). Der Widerspruch ist schriftlich oder zur Niederschrift innerhalb eines Monats einzulegen. Nach Erlass des Widerspruchsbescheids kann Klage erhoben werden, sofern dem Widerspruch nicht abgeholfen wurde. Zuständig für Streitigkeiten in Angelegenheiten der Sozialhilfe sind die Gerichte der Sozialgerichtsbarkeit (§ 51 Abs. 1 Nr. 6a SGG).
Widerspruch und Klage haben in der Sozialhilfe generell keine aufschiebende Wirkung. Die ständige Rechtsprechung des Bundesverwaltungsgerichts zur früheren Sozialhilfe nach dem Bundessozialhilfegesetz besagte: „Sozialhilfe ist keine rentengleiche Dauerleistung und gleichsam täglich neu regelungsbedürftig.“